# Tennis-Bundesliga 2010
Die Tennis-Bundesliga 2010 wurde in insgesamt sechs Ligen ausgespielt, jeweils einer ersten und zweiten Bundesliga bei den Herren, den Damen und den Herren der Altersklasse 30.
Die Sieger der jeweiligen ersten Bundesliga gewannen die entsprechende deutsche Mannschaftsmeisterschaft im Tennis 2010. Die grundsätzlich jeweils zwei bestplatzierten Mannschaften der zweiten Bundesliga erspielten sich das Aufstiegsrecht in die erste Bundesliga.

## Organisation
Die Tennis-Bundesligen in Deutschland werden vom Deutschen Tennis Bund mit Sitz in Hamburg veranstaltet und organisiert. Grundlage für die Durchführung sind neben den Tennisregeln der ITF die Turnierordnung des DTB sowie das Bundesliga-Statut.

## Namenssponsoren
Namenssponsor sowohl der 1. als auch der 2. Tennis-Bundesliga der Herren war 2010 der Online-Tennis-Versandhändler Tennispoint. Die Bundesligen der Damen und Herren 30 hatten 2012 keinen Namenssponsor.

## Tennis-Bundesliga der Herren 2010

### 1. Tennis-Bundesliga der Herren
Sieger der 1. Tennis-Bundesliga der Herren 2010 und damit deutscher Meister wurde der TK Grün-Weiss Mannheim vor dem Vizemeister TC Blau-Weiss Halle. Der HTC Blau-Weiß Krefeld stieg als Tabellenletzter ab. Der ETuF Essen hatte bereits vor Saisonstart seine Mannschaft aus finanziellen Gründen zurückgezogen und wurde in der offiziellen Tabelle nicht mehr geführt.
|     | Mannschaft                  | Begegnungen   | Punkte        | Matches       | Sätze         | Spiele        |
| --- | --------------------------- | ------------- | ------------- | ------------- | ------------- | ------------- |
| 01. | TK Grün-Weiss Mannheim      | 8             | 14:2          | 31:17         | 68:40         | 509:428       |
| 02. | TC Blau-Weiss Halle         | 8             | 13:3          | 37:11         | 76:38         | 528:444       |
| 03. | Rochusclub Düsseldorf       | 8             | 10:6          | 29:19         | 67:40         | 499:378       |
| 04. | Kurhaus Lambertz Aachen (M) | 8             | 10:6          | 29:19         | 65:45         | 488:405       |
| 05. | TC Blau-Weiss Neuss         | 8             | 08:8          | 27:21         | 64:51         | 477:431       |
| 06. | Erfurter TC Rot-Weiß (A)    | 8             | 08:8          | 24:24         | 55:56         | 481:473       |
| 07. | 1. FC Nürnberg (A)          | 8             | 04:12         | 15:33         | 40:73         | 414:519       |
| 08. | TC Amberg am Schanzl        | 8             | 04:12         | 15:33         | 34:73         | 370:523       |
| 09. | HTC Blau-Weiß Krefeld       | 8             | 01:15         | 09:39         | 29:82         | 364:529       |
| 10. | ETuF Essen                  | zurückgezogen | zurückgezogen | zurückgezogen | zurückgezogen | zurückgezogen |

### 2. Tennis-Bundesliga der Herren
Nachdem die 2. Tennis-Bundesliga der Herren im Vorjahr noch mit einer Nord- und einer Südstaffel gespielt wurde, wurde die Saison 2010 in einer eingleisigen zweiten Bundesliga ausgetragen.
Am Saisonende stiegen mit dem TV von 1926 Osterath und dem TC Großhesselohe jeweils eine Mannschaft aus den vormaligen Nord- und Südstaffeln auf. Als Tabellenschlusslicht stieg der Dortmunder TK Rot-Weiß in die Regionalliga ab.
|     | Mannschaft                      | Begegnungen | Punkte | Matches | Sätze   | Spiele  |
| --- | ------------------------------- | ----------- | ------ | ------- | ------- | ------- |
| 01. | TV von 1926 Osterath (2N)       | 9           | 16:2   | 51:30   | 109:75  | 816:689 |
| 02. | TC Großhesselohe (2S)           | 9           | 14:4   | 55:26   | 120:63  | 873:656 |
| 03. | TC Wolfsberg Pforzheim (2S)     | 9           | 14:4   | 50:31   | 116:75  | 836:699 |
| 04. | TV Espelkamp-Mittwald (1)       | 9           | 12:6   | 52:29   | 115:71  | 834:672 |
| 05. | TV Reutlingen (2S)              | 9           | 08:10  | 40:41   | 092:93  | 771:755 |
| 06. | Bremerhavener TV 1905 (1)       | 9           | 06:12  | 37:44   | 087:98  | 761:786 |
| 07. | SV Wacker Burghausen (A)        | 9           | 06:12  | 36:45   | 082:101 | 718:794 |
| 08. | TC Ravensburg (2S)              | 9           | 06:12  | 35:46   | 082:106 | 690:816 |
| 09. | KTHC Stadion Rot-Weiß Köln (2N) | 9           | 06:12  | 30:51   | 070:119 | 663:875 |
| 10. | Dortmunder TK RW (A)            | 9           | 02:16  | 32:49   | 056:128 | 646:866 |

## Tennis-Bundesliga der Herren 30 2010

### 1. Tennis-Bundesliga der Herren 30
Der Gladbacher HTC gewann nur aufgrund des besseren Matchverhältnisses seine vierte deutsche Meisterschaft vor dem TC Schönbusch Aschaffenburg. Die Entscheidung fiel in einem „Endspiel“ am letzten Spieltag mit einem 5:4-Sieg der Gladbacher. Dabei wurde das entscheidende Doppel erst mit 15:13 im Match-Tie-Break gewonnen.
Der STG Geroksruhe Stuttgart und der BASF TC Ludwigshafen stiegen als Tabellenschlusslichter ab.
|     | Mannschaft                  | Begegnungen | Punkte | Matches | Sätze  | Spiele  |
| --- | --------------------------- | ----------- | ------ | ------- | ------ | ------- |
| 01. | Gladbacher HTC              | 7           | 12:2   | 54:9    | 111:20 | 714:336 |
| 02. | TC Schönbusch Aschaffenburg | 7           | 12:2   | 51:12   | 104:32 | 679:387 |
| 03. | TB Erlangen                 | 7           | 10:4   | 38:25   | 80:56  | 610:501 |
| 04. | DTV Hannover                | 7           | 8:6    | 31:32   | 67:69  | 572:568 |
| 05. | KTHC Stadion Rot-Weiß Köln  | 7           | 6:8    | 31:32   | 67:64  | 519:480 |
| 06. | TG Westfalia Dortmund       | 7           | 6:8    | 26:37   | 54:80  | 470:573 |
| 07. | STG Geroksruhe Stuttgart    | 7           | 2:12   | 18:45   | 42:93  | 396:632 |
| 08. | BASF TC Ludwigshafen        | 7           | 0:14   | 3:60    | 10:121 | 258:741 |

### 2. Tennis-Bundesliga der Herren 30
Der TC Raadt wurde ungeschlagen Meister der zweiten Bundesliga und stieg gemeinsam mit dem TC Oelder TC Blau-Weiss in die Bundesliga auf.
|     | Mannschaft               | Begegnungen | Punkte | Matches | Sätze  | Spiele  |
| --- | ------------------------ | ----------- | ------ | ------- | ------ | ------- |
| 01. | TC Raadt                 | 7           | 14:0   | 51:12   | 105:27 | 640:330 |
| 02. | Oelder TC BW             | 7           | 12:2   | 40:23   | 85:54  | 610:468 |
| 03. | TC Rotenbühl Saarbrücken | 7           | 8:6    | 34:29   | 75:70  | 577:549 |
| 04. | TC Parkhaus Wanne-Eickel | 7           | 6:8    | 33:30   | 75:65  | 597:529 |
| 05. | TC Biberach              | 7           | 6:8    | 26:37   | 61:84  | 486:604 |
| 06. | TC GG Pfungstadt         | 7           | 6:8    | 25:38   | 61:80  | 539:610 |
| 07. | TC Oberwerth Koblenz     | 7           | 4:10   | 21:42   | 48:88  | 472:613 |
| 08. | 1. FC Nürnberg           | 7           | 0:14   | 22:41   | 47:89  | 415:633 |

## Tennis-Bundesliga der Damen 2010

### 1. Tennis-Bundesliga der Damen
Der TC Radolfzell gewann zum ersten Mal die deutsche Mannschaftsmeisterschaft der Damen denkbar knapp nur aufgrund des besseren Satzverhältnisses gegenüber dem  TC Blau-Weiss Bocholt. Das direkte Duell gleich am ersten Spieltag hatten die Radolfzellerinnen mit 6:3 gewonnen.
Ebenfalls nur aufgrund des schlechteren Satzverhältnisses gegenüber dem TC Rüppurr Karlsruhe stieg der THC im VfL Bochum 1848 ab.
|     | Mannschaft                | Begegnungen | Punkte | Matches | Sätze | Spiele  |
| --- | ------------------------- | ----------- | ------ | ------- | ----- | ------- |
| 01. | TC Radolfzell             | 6           | 10:2   | 34:20   | 73:43 | 541:437 |
| 02. | TC WattExtra Bocholt      | 6           | 10:2   | 34:20   | 75:54 | 544:478 |
| 03. | TC Zamek Benrath          | 6           | 08:4   | 30:24   | 66:53 | 532:445 |
| 04. | TEC Waldau                | 6           | 06:6   | 34:20   | 76:47 | 547:439 |
| 05. | TC ZWS Moers 08           | 6           | 04:8   | 25:29   | 57:62 | 483:478 |
| 06. | TC Rüppurr Karlsruhe 1929 | 6           | 02:10  | 16:38   | 37:79 | 379:560 |
| 07. | THC im VfL Bochum 1848    | 6           | 02:10  | 16:38   | 37:83 | 391:580 |

### 2. Tennis-Bundesliga der Damen
Der TC Rot-Weiß Wahlstedt und der TC Blau-Weiss Berlin setzen sich im Aufstiegskampf mit jeweils einer Niederlage aufgrund des besseren Matchverhältnisses gegen den ETuF Essen durch, der ebenfalls nur eine Saisonniederlage hinnehmen musste.
Der Club an der Alster aus Hamburg stieg sieglos ab.
|     | Mannschaft                | Begegnungen | Punkte | Matches | Sätze  | Spiele  |
| --- | ------------------------- | ----------- | ------ | ------- | ------ | ------- |
| 01. | TC Rot-Weiß Wahlstedt     | 7           | 12:2   | 50:13   | 102:36 | 681:432 |
| 02. | TC 1899 Blau-Weiss Berlin | 7           | 12:2   | 44:19   | 96:44  | 676:457 |
| 03. | ETuF Essen                | 7           | 12:2   | 34:29   | 84:69  | 611:550 |
| 04. | Ratinger TC Grün-Weiß     | 7           | 6:8    | 29:34   | 68:73  | 566:557 |
| 05. | TC Augsburg Siebentisch   | 7           | 6:8    | 28:35   | 62:82  | 500:592 |
| 06. | Ski-Club Ettlingen        | 7           | 6:8    | 25:38   | 57:88  | 484:631 |
| 07. | TC GW Luitpoldpark        | 7           | 2:12   | 25:38   | 62:83  | 512:613 |
| 08. | Der Club an der Alster    | 7           | 0:14   | 17:46   | 45:101 | 466:673 |